# Европско првенство у атлетици на отвореном 1950 — бацање кугле за жене
Такмичење у бацању кугле у женској конкуренцији на Европском првенству у атлетици 1950. одржано је 22. августа на Хејсел стадиону у Бриселу.
Титулу освојену у Ослу 1946, није бранила Татјана Севрјукова из Совјетског савеза.

## Земље учеснице
Учествовало је 12 такмичарки из 8 земаља.
1. Белгија (1
2. Италија (1)
3. Југославија (2)
4. Пољска (1)
5. Совјетски Савез (3)
6. Француска (2)
7. Чехословачка (1)
8. Шведска (1)

## Рекорди
| Рекорди пре почетка Европског првенства 1950. | Рекорди пре почетка Европског првенства 1950. | Рекорди пре почетка Европског првенства 1950. | Рекорди пре почетка Европског првенства 1950. | Рекорди пре почетка Европског првенства 1950. |
| --------------------------------------------- | --------------------------------------------- | --------------------------------------------- | --------------------------------------------- | --------------------------------------------- |
| Светски рекорд                                | Татјана Севрјукова Совјетски Савез            | 14,89                                         | Фрунзе, СССР                                  | 14. октобар 1945.                             |
| Светски рекорд                                | Клавдија Точонова Совјетски Савез             | 14,86                                         | Тбилиси, СССР                                 | 15. јул 1934.                                 |
| Европски рекорд                               | Татјана Севрјукова Совјетски Савез            | 14,89                                         | Фрунзе, СССР                                  | 14. октобар 1945.                             |
| Европски рекорд                               | Клавдија Точонова Совјетски Савез             | 14,86                                         | Тбилиси, СССР                                 | 15. јул 1934.                                 |
| Рекорди европских првенстава                  | Татјана Севрјукова Совјетски Савез            | 14,16                                         | Осло, Норвешка                                | 22. август 1946.                              |
| Рекорди после Европског првенства 1950.       |                                               |                                               |                                               |                                               |
| Рекорди европских првенстава                  | Ана Андрејева, Совјетски Савез                | 14,32                                         | Брисел, Белгија                               | 22. август 1950.                              |

## Освајачице  медаља
|                               |                                   |                             |
| Ана Андрејева Совјетски Савез | Клавдија Точонова Совјетски Савез | Мишлен Остермејер Француска |

## Резултати

### Финале
Такмичење је почело у 17.35. 
| Пласман | Такмичарка          | Држава          | Време | Белешке |
| ------- | ------------------- | --------------- | ----- | ------- |
|         | Ана Андрејева       | Совјетски Савез | 14,32 | РЕП     |
|         | Клавдија Точонова   | Совјетски Савез | 13,92 |         |
|         | Мишлен Остермејер   | Француска       | 13,37 |         |
| 4.      | Галина Зибина       | Совјетски Савез | 13,07 |         |
| 5.      | Магдалена Брегула   | Пољска          | 12,80 |         |
| 6.      | Марија Радосављевић | Југославија     | 12,75 |         |
| 7.      | Амелија Пичинини    | Италија         | 12,40 |         |
| 8.      | Нада Котлушек       | Југославија     | 12,34 |         |
| 9       | Јарослава Јунгрова  | Чехословачка    | 12,20 |         |
| 10      | Полет Вест          | Француска       | 12,19 |         |
| 11      | Ејвор Олсон         | Шведска         | 11,90 |         |
| 12      | Никол Остерлинк     | Белгија         | 9,93  |         |

## Укупни биланс медаља у бацању кугле за жене после 4. Европског првенства 1938—1950.[4]
|    | Земља           | Злато | Сребро | Бронза | Укупно |
| -- | --------------- | ----- | ------ | ------ | ------ |
| 1. | Совјетски Савез | 2     | 1      | 0      | 3      |
| 2. | Западна Немачка | 1     | 1      | 0      | 2      |
| 3. | Француска       | 0     | 1      | 1      | 2      |
| 4. | Италија         | 0     | 0      | 1      | 1      |
| 4. | Пољска          | 0     | 0      | 1      | 1      |
|    | Укупно {5}      | 3     | 3      | 3      | 9      |

|    | Атлетичарка       | Земља     | Злато | Сребро | Бронза | Укупно |
| -- | ----------------- | --------- | ----- | ------ | ------ | ------ |
| 1. | Мишлен Остермејер | Француска | 0     | 1      | 1      | 2      |